# West-Thürings voetbalkampioenschap 1925/26
In 1925/26 werd het tiende voetbalkampioenschap van West-Thüringen gespeeld, dat georganiseerd werd door de Midden-Duitse voetbalbond. 
VfL 1909 Mehlis en FC Germania 06 Mehlis fuseerden tot SpVgg Zella-Mehlis 06. De fusieclub werd meteen kampioen en plaatste zich voor de Midden-Duitse eindronde. De club verloor meteen van SpVgg 02 Erfurt.
VfL Meiningen ging naar een speciale eindronde voor vicekampioenen. De club versloeg 1. SC Sonneberg 04. De wedstrijd werd echter herspeeld in de tweede ronde, vermoedelijk door een protest van Sonneberg. Sonneberg won de replay en Meiningen was Meiningen.

## Gauliga
| Plaats | Club                     | Wed. | W  | G | V  | Saldo | Ptn.  |
| ------ | ------------------------ | ---- | -- | - | -- | ----- | ----- |
| 1.     | SpVgg Zella-Mehlis 06    | 13   | 12 | 2 | 1  | 55:19 | 22:4  |
| 2.     | VfL Meiningen 04         | 12   | 8  | 2 | 2  | 52:22 | 18:6  |
| 3.     | SC 1912 Zella-Mehlis     | 13   | 8  | 2 | 3  | 43:24 | 18:8  |
| 4.     | FC 1905 Zella-Mehlis     | 10   | 6  | 0 | 4  | 36:17 | 12:8  |
| 5.     | SpVgg Gelb-Rot Meiningen | 12   | 5  | 2 | 5  | 31:37 | 12:12 |
| 6.     | VfB Germania Suhl        | 11   | 3  | 3 | 5  | 21:39 | 9:13  |
| 7.     | SV 1904 Schmalkalden     | 14   | 3  | 1 | 10 | 28:40 | 7:21  |
| 8.     | SV Germania 02 Zella     | 13   | 0  | 0 | 13 | 9:77  | 0:26  |

|  | Kampioen, geplaatst voor Midden-Duitse eindronde           |
|  | Geplaatst voor Midden-Duitse eindronde voor vicekampioenen |
|  | Degradatie                                                 |